# Ernst Roets
Ernst Alex Roets (né le 5 septembre 1985 en Afrique du Sud) est un écrivain sud-africain, un producteur de films, directeur général de la société de production cinématographique Forum Films et un activiste afrikaner, directeur général adjoint d'AfriForum, un influent lobby sud-africain de défense de la minorité afrikaans. 

## Biographie

### Etudes
Fils de Sarel Arnoldus et de Irma Mariette Roets, Ernst Roets a grandi dans la ville agricole de Tzaneen et a obtenu son diplôme de LLB en 2009 à l'Université de Pretoria. Au cours de ses années d'études, il est membre du Conseil des représentants des étudiants (SRC) et cofonde le syndicat Solidarité jeune qui, en 2008, deviendra AfriForum Jeug. En 2016, Roets est diplômé avec mention d'un LLM en droit public après avoir soutenu une thèse intitulée Étude sur les moyens de faire respecter les droits fondamentaux des communautés minoritaires, selon la Constitution sud-africaine (n Peiling van die middele kragtens die Suid-Afrikaanse Grondwet, ter afdwinging van die basiese regte van minderheidsgemeenskappe).

### Carrière à AfriForum
En 2010, Roets, alors jeune activiste d'AfriForum Jeug, est arrêté après avoir tenté d'installer un panneau d'affichage, à l'entrée de Pretoria, avec les mots Bienvenue à Pretoria. Cette action visait à protester contre l'utilisation du mot Tshwane par la municipalité métropolitaine éponyme pour désigner sous ce nom la ville sud-africaine de Pretoria lors de la Coupe du monde de football de 2010.
En 2011, Roets est nommé directeur général adjoint d'AfriForum et, au nom de AfrifForum Jeug, au coté de l'union agricole du Transvaal, porte plainte pour discours de haine contre Julius Malema après que ce dernier ait chanté la chanson «Dubula ibhunu» (tuez les Boers) lors de divers rassemblements politiques et le fait condamner ,.
En 2016, année où il fonde Forum Films au nom d'AfriForum, il coproduit Tainted Heroes, un film documentaire sud-africain réalisé par Elrich Yssel, basé sur le livre People’s War: New Light on the Struggle for South Africa de l'analyste politique Anthea Jeffery, comprenant notamment une interview de Mangosuthu Buthelezi, et qualifié, par la porte parole du congrès national africain, d’œuvre de propagande visant à discréditer le parti au pouvoir . En 2019, la société produit Disrupted Land consacré à la situation des fermiers.
En 2018, avec Kallie Kriel, Ernest Roets mène campagne auprès des autorités américaines sur les attaques de fermes en Afrique du Sud, met en cause le gouvernement sud-africain qu'il estime trop passif et dénonce une éventuelle atteinte à la propriété foncière que causerait l'adoption d'un projet de réforme agraire permettant des expropriations sans compensations. Lors de leur séjour, ils rencontrent divers groupes de réflexion conservateurs, l'agence gouvernementale d'aide internationale USAid, John Bolton, alors conseiller à la sécurité du Président Donald Trump et accorde des interviews à Fox News. Peu de temps après, une professeur en droit immobilier et foncier de l'université du Nord-Ouest, Elmien du Plessis, qui avait contesté le bienfondé de cette campagne d'AfriForum aux États-Unis, est l'objet, avec sa famille, de menaces anonymes après qu'Ernst Roets lui ait répondu et l'ait fortement critiquée, voire indirectement menacée, dans une vidéo publiée sur YouTube,. 
En tant que dirigeant d'AfriForum, Ernst Roets souligne que son organisation condamnait l'apartheid et toutes les discriminations et atrocités commises durant la période où cette politique était appliquée mais, citant Alan Paton, réfute, toute similitude possible avec des crimes contre l'humanité comme ceux commis sous le nazisme, arguant notamment qu'il n'y avait eu aucun génocide de la population noire d'Afrique du Sud mené par le gouvernement de l'Etat sud-africain.

## Vie privée
Membre de l'église réformée hollandaise, Ernst Roets est marié à Lelanie (née de Kock) depuis 2009 et a 4 enfants. Il fait également partie d'un groupe de heavy metal appelé "Soms Wen Die Wolf". 

## Ouvrage
- Kill the Boers: Government Complicity In South Africa’s Brutal Farm Murders, Kraal Uitgewers, 2018

## Cinéma
- Treurgrond, film de Darrel Roodt (2015) où Ernst Roets apparait brièvement dans son propre rôle